# Herbert Tilg
Herbert Tilg (* 4. August 1962 in Zams) ist ein österreichischer Internist, Gastroenterologe und Universitätsprofessor an der Medizinischen Universität Innsbruck.

## Leben
Tilg erwarb 1980 die Matura am Gymnasium Landeck, Tirol und studierte an der Leopold-Franzens-Universität in Innsbruck von 1980 bis 1986 Medizin. In Innsbruck wurde er dann zum Internisten bzw. Gastroenterologen ausgebildet. 1992 schloss er die Ausbildung zum Facharzt für Innere Medizin ab.
Auslandsforschungsaufenthalte verbrachte Tilg von 1991 bis 1993 an der Tufts University, Boston, bei Charles Dinarello, dem Entdecker von Interleukin-1 und 1997 als Clinical Fellow an der Gastroenterologie, Gasthuisberg, Universität Leuven, Belgien. Seine Habilitation über Entzündung und Lebererkrankungen erfolgte 1993.
1994–2001 war Tilg Geschäftsführender Oberarzt der Universitätsklinik für Innere Medizin Innsbruck, stellvertretender Leiter der Klinischen Abteilung für Gastroenterologie und Hepatologie der Universitätsklinik Innsbruck und ab 2002 Leiter der Abteilung für Innere Medizin am Landeskrankenhaus Hall in Tirol. 1996 erwarb Tilg den Zusatzfacharzt für Gastroenterologie und Hepatologie, 1997 für Onkologie und 2001 auch für Intensivmedizin. Aktuell ist Tilg Universitätsprofessor an der Medizinischen Universität Innsbruck, wo er seit 2012 der Universitätsklinik für Innere Medizin I mit den Schwerpunkten Endokrinologie, Gastroenterologie und Stoffwechsel als Klinikdirektor vorsteht.
Herbert Tilg ist der Bruder von Bernhard Tilg.

## Wissenschaftlicher Beitrag
Tilg arbeitet auf den Gebieten chronische Entzündung und Rolle von Entzündungsmediatoren wie Zytokine bei verschiedenen Erkrankungen im Fachbereich Gastroenterologie und Hepatologie. Im Vordergrund stehen dabei Forschungen im Bereich der Fettlebererkrankung und chronisch-entzündlicher Darmerkrankungen.
Tilg ist seit 2009 Mitherausgeber der Fachzeitschrift GUT.
2023 wurde er in der Liste der Highly Cited Researchers im Bereich Klinische Medizin aufgeführt.

## Ehrungen und Auszeichnungen
- 1992 Friedrich Wewalka Preis ÖGGH Preisträger
- 1994 Anton-von-Eiselsberg Preis (van Swieten Society)
- 1995 Sandoz (Novartis) Preis für Medizin[7]
- 2001 Aventis Preis der Universität Innsbruck
- 2006 Falk Preis der ÖGGH (Österreichische Gesellschaft für Gastroenterologie und Hepatologie)
- 2009 Preis der Stadt Innsbruck
- 2021 Tiroler Landespreis für Wissenschaft

## Mitgliedschaften in internationalen Vereinigungen
- 1998–2001 Mitglied des Scientific Committee von EASL (European Society for Liver Diseases)
- 2005–2011 Mitglied des Scientific Committee und Treasurer von ECCO (European Crohn´s Colitis Organisation)
- Seit 2012 Mitglied des Scientific Committee von UEG (United European Gastroenterology)
- DGIM (Deutsche Gesellschaft für Innere Medizin) Ausschussmitglied
- ÖGGH (Österreichische Gesellschaft für Gastroenterologie und Hepatologie)
- ÖGIM (Österreichische Gesellschaft für Innere Medizin)
- AGA (American Gastroenterology Association)
- 2022 Mitglied der Academia Europaea[8]